# Oláhhomorog
Oláhhomorog (Homorog), település Romániában, a Partiumban, Bihar megyében.

## Fekvése
Az alföldi síkságon, Nagyszalontától északkeletre fekvő település.

## Története
Oláhhomorog, Homorog Árpád-kori település, nevét 1273-ban említette először oklevél decime provenientes de Homrok' néven. A 13. században neve a Váradi regestrumban is feltűnt. 1291–1294-ben in archidiaconatu Humuruk 1332–1337-ben Humrugd, Homrus, Humruk, Humrak, Humruk, 1518-ban Nagyhomrok, 1587-ben Homrok, 1808-ban Homorog (Oláh-) h., 1888-ban Oláh-, 1913-ban Oláhhomorog néven írták.
Homorog a váradi püspökség egyik esperességének központja volt, melynek területe Bihar negyedének a Sebes-Körös és a Fekete-Körös–Kölesér vonal közti területére terjedt ki.
1273-ban a falu dézsmáját a püspök átengedte a káptalannak. 1333–1337-ben a pápai tizedjegyzék szerint papja évente 8 garas pápai tizedet adott. A homorogi főesperes 1332-ben 56 garas + 28 garas + 3 fertó + 1/2 M, 1333-ban 3 fertó, 1336-ban 3 fertó pápai tizedet fizetett.
1421-ben Homrok a Csáky család levéltárának adatai szerint a Csákyak birtoka volt. Később a Toldyak is birtokosok voltak itt.
A 19. század elején Klobusiczky János és Blaskovics Sándor volt birtokosa, a 20. század elején pedig Sternthál Adolf birtoka volt. 
1851-ben Fényes Elek írta a településről: „Oláh-Homorog, Bihar vármegyében. Van 1200 óhitü, 18 református, 7 katholikus, 8 zsidó lakosa, óhitü anyatemploma. Határa 5031 hold, ... Birtokos Klobusiczky János, kinek itt szép lakháza és kertje van.”

## Nevezetességek
- Görög keleti temploma 1837-ben épült

## Galéria

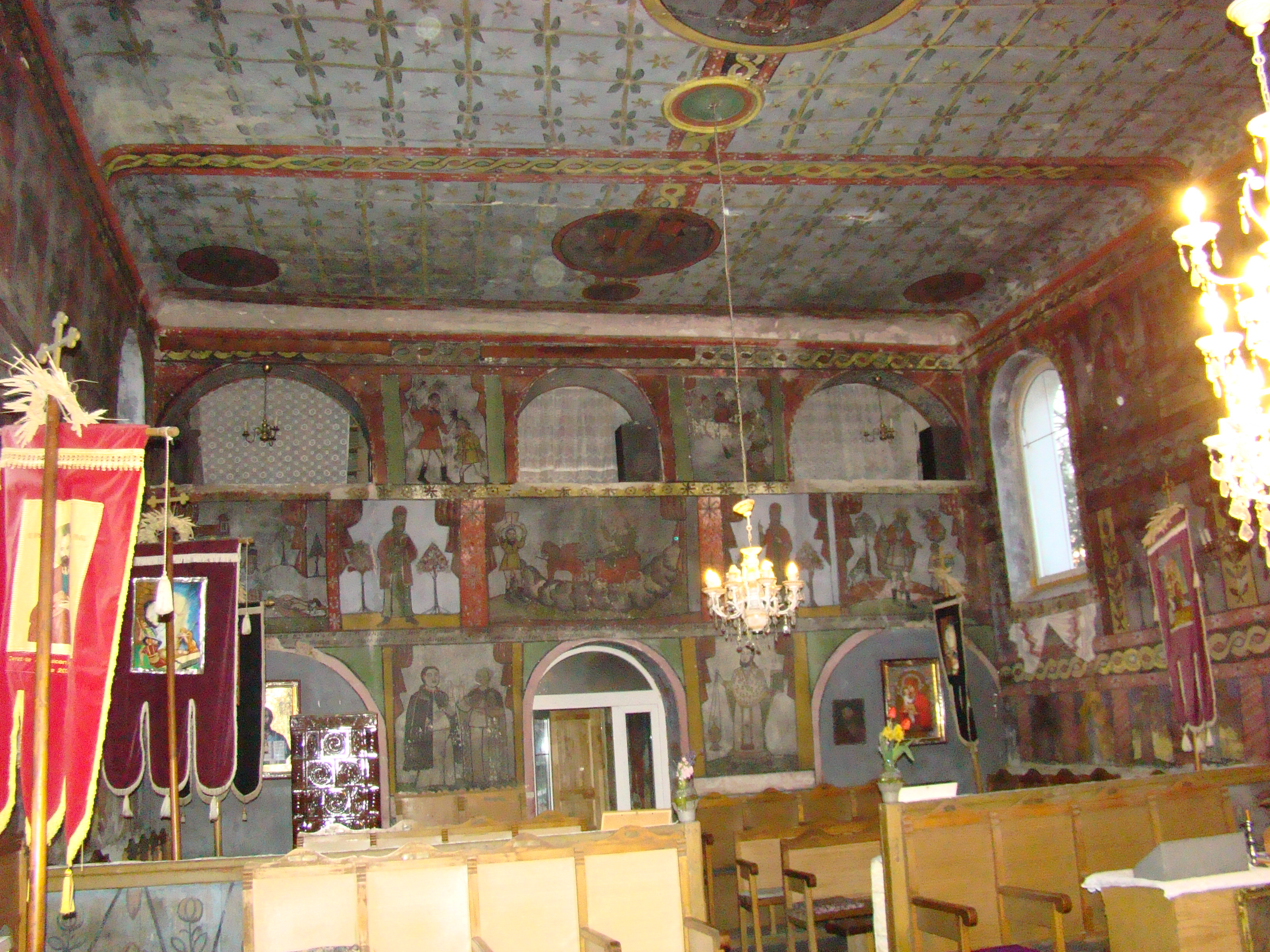
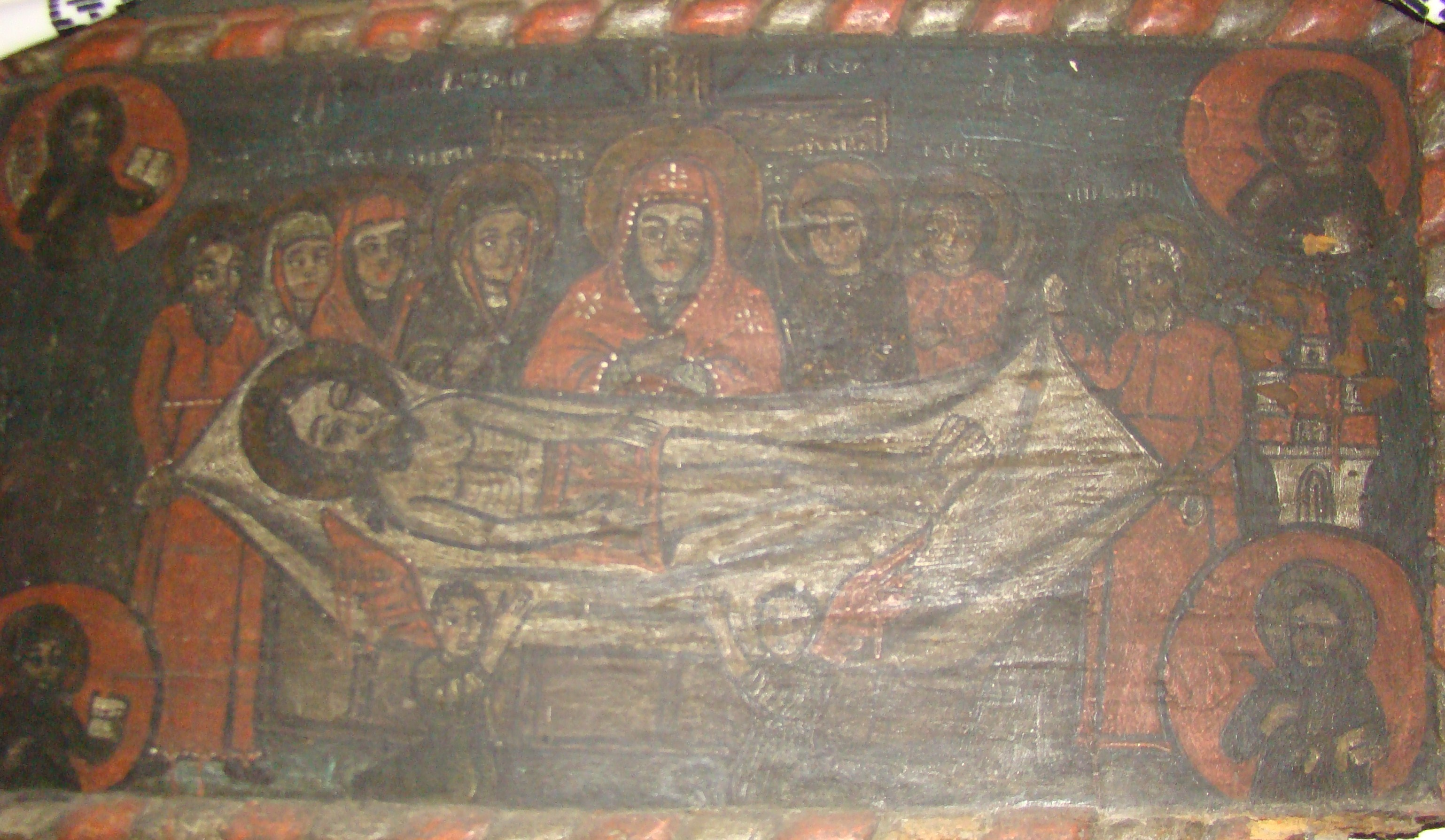
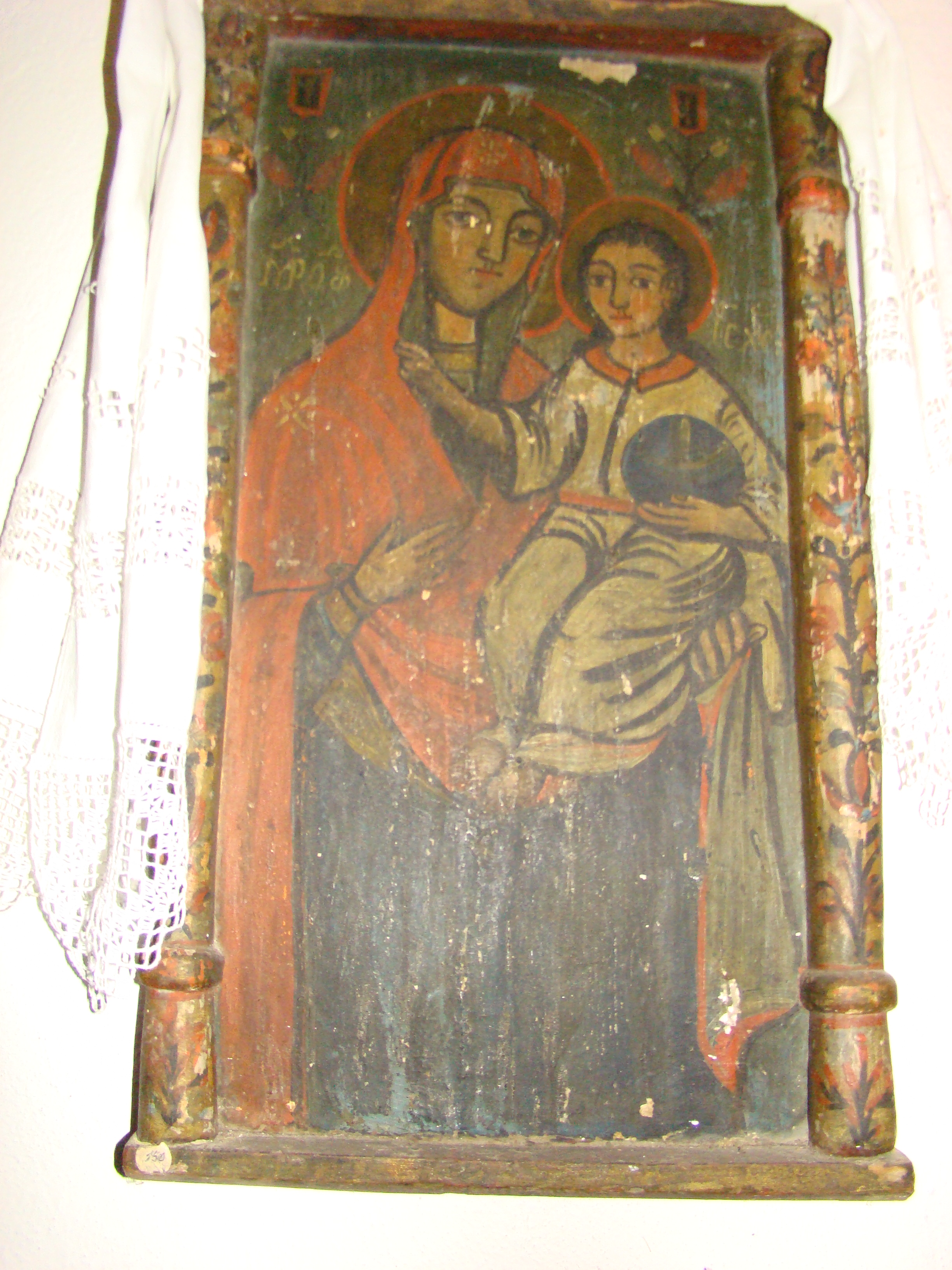
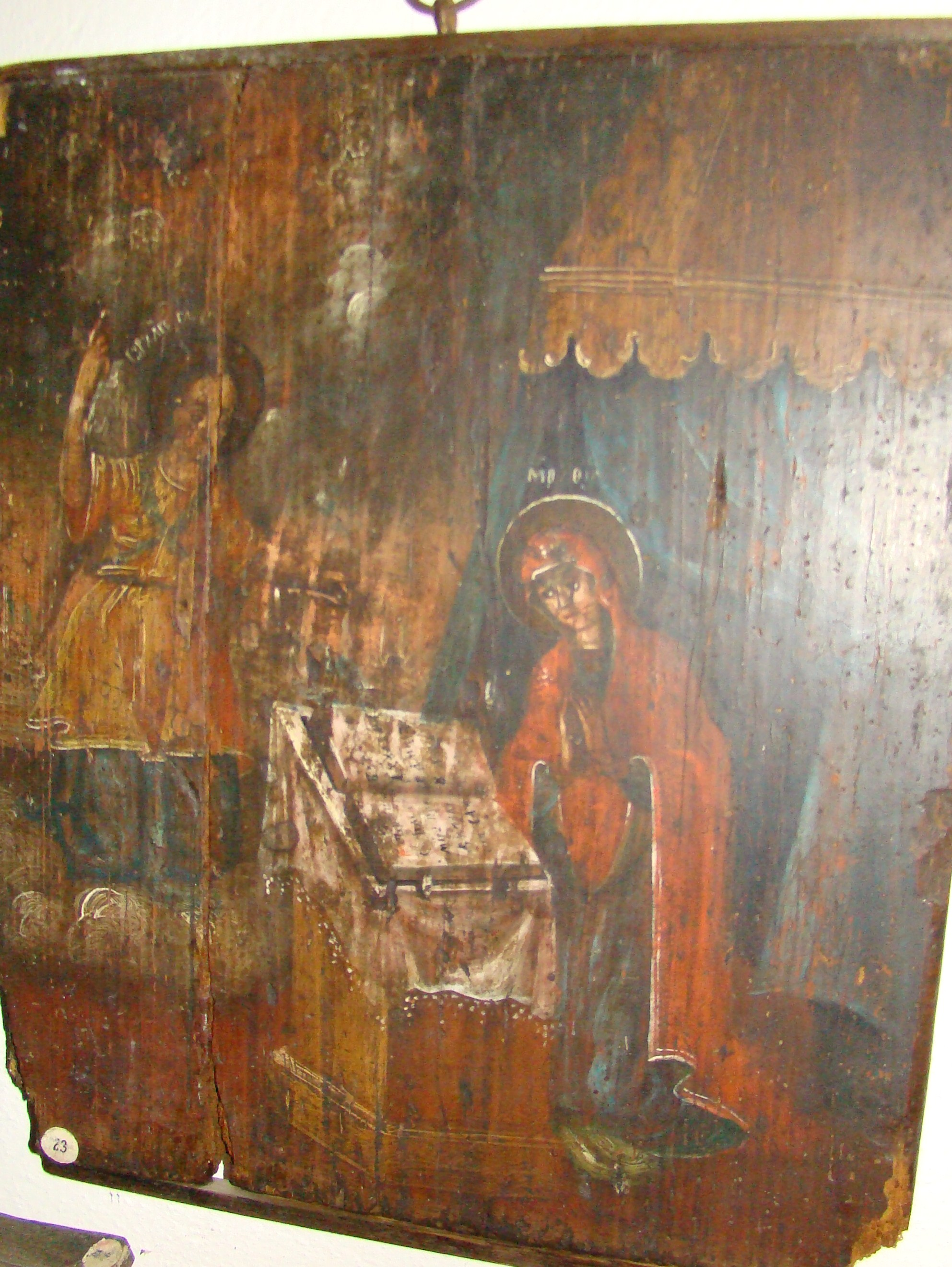
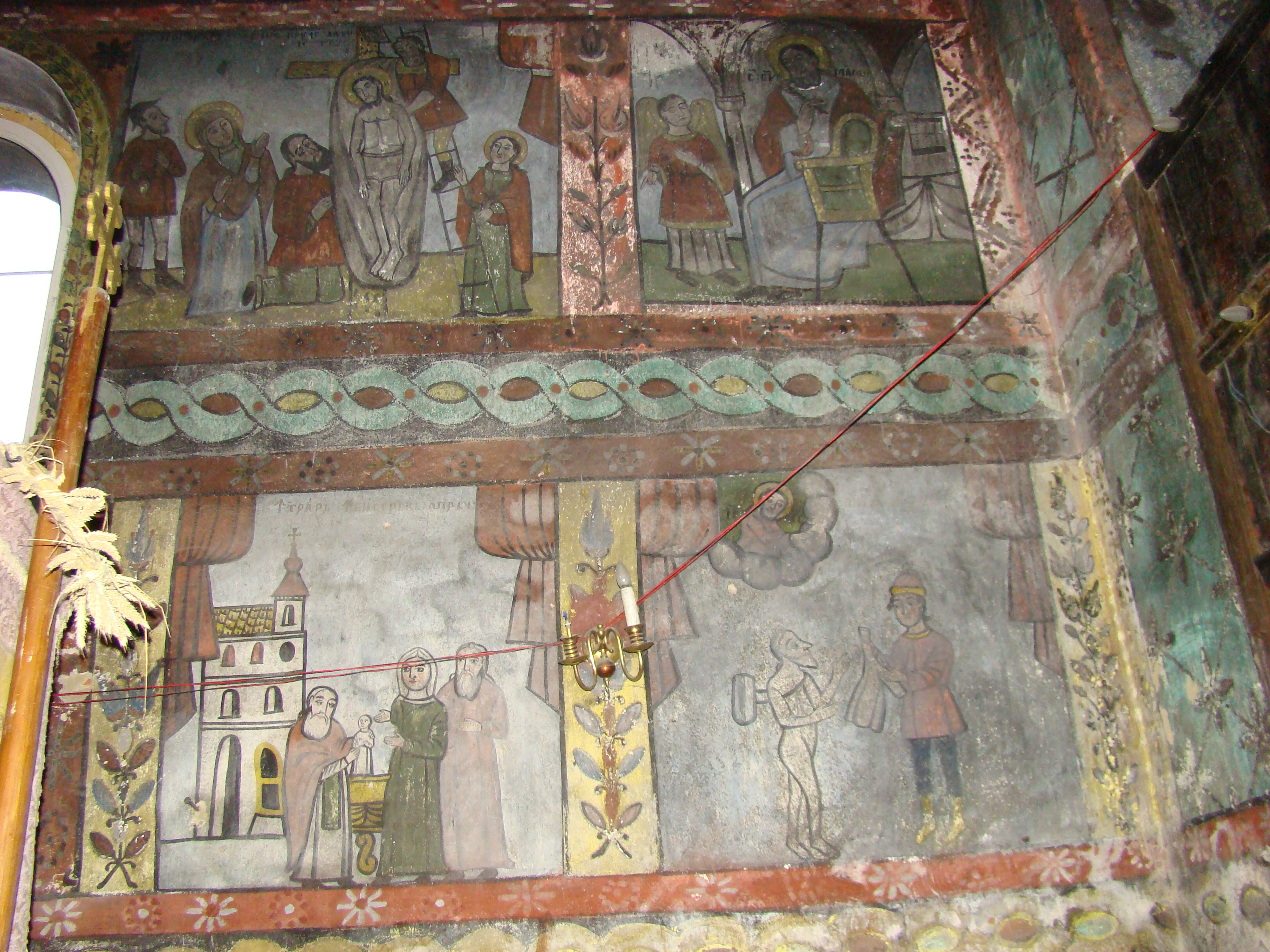